# 中部日本自動車学校
株式会社トヨタ名古屋教育センター中部日本自動車学校（トヨタなごやきょういくセンター ちゅうぶにっぽんじどうしゃがっこう 英語名：TOYOTA Nagoya Education Center, Inc. Chubu Nippon Driver School）は、愛知県名古屋市にある自動車学校。姉妹校には、トヨタドライビングスクール東京とトヨタドライビングスクール群馬がある。

## 概要
1957年（昭和32年）にトヨタ自動車販売株式会社（当時）により設立されたトヨタ自動車100%出資の子会社である。所在地は愛知県名古屋市昭和区八事富士見1737。
事業内容は、通常の自動車教習所の業務である運転者教育（新規免許取得、各種講習など）にとどまらず、運転免許取得者用教材の制作・販売、教習指導員の研修も行っており、それゆえ「自動車学校の学校」と呼ばれることもある。
特に新規免許取得用の教本は、全国の自動車教習所で使用されており知名度・評価も高い。
現在では正式にカリキュラムに採用されている無線教習や高速教習、複数教習、模擬運転装置教習などを全国に先駆けて実験実施したことでも知られる。

## 運転者教育

### 取り扱い車種
- 普通免許
- 準中型免許
- 普通第二種免許
- 大型二輪免許
- 普通二輪免許

地元では「中部日本自動車学校は日本一厳しい自動車学校」と評されることが多いが、実際の平均教習時限数は34時限台（MT車の最短時限数は34時限）と意外と短く、ほぼ規定時限内で卒業できているのが現状である。これは、愛知県下53校の平均値（35.3時限）と比べてもどちらかと言えば「易しい学校」「取りやすい学校」と言えるが、同校卒業者の初心運転者死亡事故発生率がわずか0.66%となっている（2007年（平成19年）：同県下平均は1.73%）ことから、教習において高水準の運転を求める傾向が見えるため、「厳しい」との評価につながっていると考えられる。

### 実施講習
- 高齢運転者講習
- 初心運転者講習
- 取得時講習

## 免許取得者用教材制作・販売
全国展開をしている自動車学校用教本の出版社は、2021年（令和3年）現在同社を含め4社（中部日本自動車学校、東京平尾出版、エイト道交法出版、コヤマ交通教育サービス）のみ。そのため「免許を取ったときにどこの教本を使っていたか」という話題は全国で盛り上がることができる。
教習で使用される学科教本や運転教本については、小中学校の教科書の教科書検定のようなものはなく、どのような企業・団体でも自由に制作することはでき、特に警察庁などによる監修の必要はない。また、どこの出版社が作った教本を採用するかは原則として各自動車教習所の自由裁量となっている。

### 教本
- 学科教本 統合版
  - 普通自動車免許、準中型自動車免許、普通自動二輪車免許、大型自動二輪車免許のいずれかを初めて取得するときに使用する。
  - 2011年（平成23年）から一種の「安全運転の知識」が「学科教本」に統合された。
- 運転教本（普通・準中型免許）
- 自動二輪教本
- 大型・中型教本（大型・中型・準中型免許）
- 二種学科教本 統合版
- 二種運転教本

### 問題集
- 仮免・本免問題集
- 問題の学習
- 項目別問題集
- 危険予測マスター
- 二種免問題集

### その他
- 限定解除テキスト
- 普通車講習用テキスト
- 二輪車講習用テキスト
- 教師用 学科教本統合版

### 外国語教材
- 学科教本 統合版（中国語版、英語版）
  - 日本語版「仮免・本免問題集」に準拠
- 問題集（中国語版、英語版）
  - 日本語版「仮免・本免問題集」に準拠
  - 交通用語翻訳単語集やくたん

### こども用教材
- クック・ドゥードゥルドゥーの交通安全（ぬりえ）
- こうつうあんぜんチェックシート
- シグナルズのパズルで交通安全

### IT教材
- インターネット学科学習システム満点様

## 指導員研修
教習指導員研修
現役の教習指導員を対象としたもの。
新任研修
新しく教習指導員の資格を取るための事前教育を受けるためのもの。
同研修を修了しただけでは、教習指導員資格者証の交付は受けられず、各都道府県公安委員会が行う教習指導員審査を受けて合格する必要がある。
長期研修
各自動車教習所経営者の後継者を対象としたもの。
同研修受講者OBにより結成された「青二会（せいじかい）」は、会員数200名を超える自動車教習所業界最大規模の任意団体である。情報交換、研修会などの会員交流を行っており、業界のオピニオンリーダー的存在となっている。

## その他
開校時には、「東洋一の自動車学校開校」と新聞の見出しをかざった。
トヨタ自動車が全国の幼稚園で新入園児へ配布している交通安全絵本には、同社が制作した「クック・ドゥードゥルドゥー」というひよこのキャラクターが使用されている。
同校の理念「一生無事故」は、その志の高さから他校でも共感を得られており、その精神を受け継いで自校の校是やモットーとしている教習所も多い（例：埼玉県：羽生モータースクール、広島県：沼田自動車学校、熊本県：中球磨モータースクールなど）。
岐阜県にある中日本自動車短期大学と混同されることがあるが、まったく関連はない。愛知県清須市にある中部日本自動車整備専門学校（現在のトヨタ名古屋自動車大学校）とは元々同一法人であったが、同専門学校が1990年（平成2年）に学校法人として分離独立している。また、愛知県豊田市にあるトヨタ中央自動車学校が姉妹校であると誤解されることが多いが、トヨタ中央自動車学校とトヨタ自動車とは資本関係はなく、よって中部日本自動車学校とは何の関係もない。ただし、教習車がトヨタ製であることやe-ラーニングシステムを（当教習所と大日本印刷が共同開発した）満点様を採用するなど取引レベルでの関係はある。
「中部日本」と名乗っているが、中部日本放送や中日新聞、またCBC自動車学校とは関係ない。